# Rheydt
Rheydt é uma cidade da Renânia do Norte-Vestfália (Nordrhein-Westfalen) incorporada na conurbação de Mönchengladbach. Localiza-se próxima da fronteira com os Países Baixos. É notória por ter sido a cidade natal de Joseph Goebbels, o ministro de propaganda do Terceiro Reich.

## Ligações externas

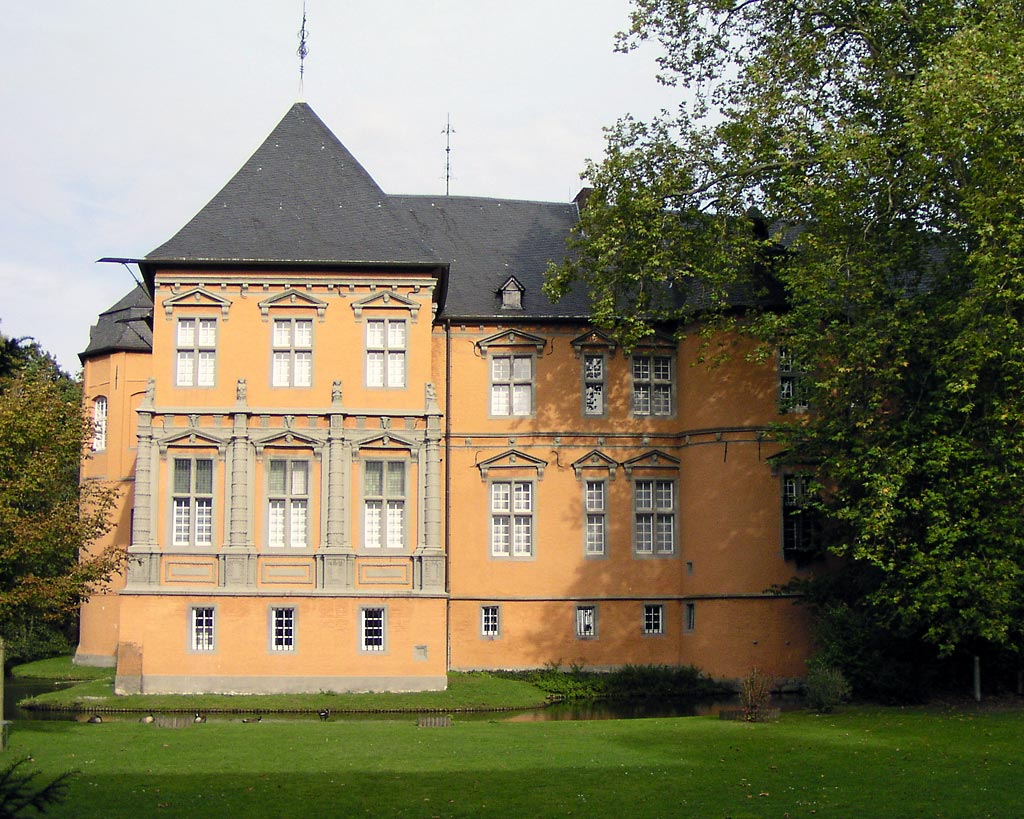
Schloss Rheydt